# Cabrini College
Pour les articles homonymes, voir Cabrini.
Le Cabrini College est un établissement d'enseignement supérieur catholique, fondé en 1957 et situé dans la ville de Radnor Township, dans l'agglomération de Philadelphie en Pennsylvanie, aux États-Unis.
L'établissement tire son nom de la religieuse italienne Françoise-Xavière Cabrini.